# ادوارد هشتم
ادوارد هشتم (به انگلیسی: Edward VIII) با نام کامل ادوارد آلبرت کریستین جورج اندرو پاتریک دیوید (به انگلیسی: Edward Albert Christian George Andrew Patrick David) (۲۳ ژوئن ۱۸۹۴ – ۲۸ مهٔ ۱۹۷۲)، از ۲۰ ژانویهٔ ۱۹۳۶ تا ۱۱ دسامبر ۱۹۳۶ پادشاه پادشاهی متحد بریتانیای کبیر و ایرلند و قلمروهای بریتانیا، امپراتور هند بود. ادوارد در زمان مادربزرگ خود ملکه ویکتوریا به عنوان بزرگترین فرزند دوک و دوشس یورک (بعداً جورج پنجم و ملکه ماری) به دنیا آمد. وی در شانزدهمین سالگرد تولدش، هفت هفته پس از تاج‌گذاری پدرش به عنوان پادشاه، به عنوان شاهزاده ولز نام گذاری شد. ادوارد در جوانی در جنگ جهانی اول در نیروی زمینی بریتانیا خدمت کرد و چندین سفر خارج از کشور را به نمایندگی از پدرش انجام داد.
ادوارد با مرگ پدرش به سلطنت رسید. به عنوان پادشاه، او بی اعتنایی نسبت به پروتکل دربار نشان داده و با بی‌توجهی آشکار به کنوانسیون‌های قانون اساسی مستقر، باعث نگرانی سیاست‌مداران شد. تنها چند ماه پس از سلطنت خود، با خواستگاری از والیس سیمپسون آمریکایی که از شوهر نخست خود طلاق گرفته بود و به دنبال طلاق از همسر دوم خود بود، باعث بحرانی قانونی شد. نخست‌وزیران امپراتوری بریتانیا با این ازدواج مخالفت کردند و استدلال کردند که یک زن مطلقه با دو شوهر سابق زنده از نظر سیاسی و اجتماعی به عنوان یک ملکه همسر قابل قبول نیست. به علاوه، چنین ازدواجی با وضعیت ادوارد به عنوان رئیس کلیسای انگلیس که در آن زمان ازدواج مجدد پس از طلاق در صورت زنده بودن همسر سابق را تأیید نمی‌کرد، مغایرت دارد. ادوارد می‌دانست که اگر روند ازدواج پیش برود، دولت بالدوین استعفا خواهد کرد، این امر می‌توانست به انتخابات منجر شود و وضعیت او را به عنوان یک پادشاه مشروطه از نظر سیاسی متزلزل کند. هنگامی که مشخص شد او نمی‌تواند با والیس ازدواج کند و به سلطنت ادامه دهد از سلطنت کناره‌گیری کرده و برادر کوچکترش جورج ششم جانشین او شد. ادوارد با ۳۲۶ روز سلطنت، یکی از پادشاهان دارای کوتاه‌ترین ادوار سلطنت در تاریخ انگلیس است.
ادوارد پس از کناره‌گیری دوک وینزر نامیده شد. وی پس از قطعی شدن دومین طلاق والیس، در ۳ ژوئن ۱۹۳۷ با او در فرانسه ازدواج کرد. در اواخر همان سال، این زوج به آلمان سفر کردند. در طول جنگ جهانی دوم، ادوارد ابتدا در مأموریت نظامی انگلیس در فرانسه مستقر بود، اما پس از اتهامات شخصی مبنی بر هواداری وی از نازی‌ها، به عنوان فرماندار باهاما منصوب شد. پس از جنگ، ادوارد بقیه عمر خود را در دوران بازنشستگی در فرانسه گذراند. وی و والیس تا زمان مرگ در سال ۱۹۷۲ در کنار یکدیگر ماندند. والیس ۱۴ سال پس از مرگ ادوارد ، درگذشت.

## سال‌های آغازین

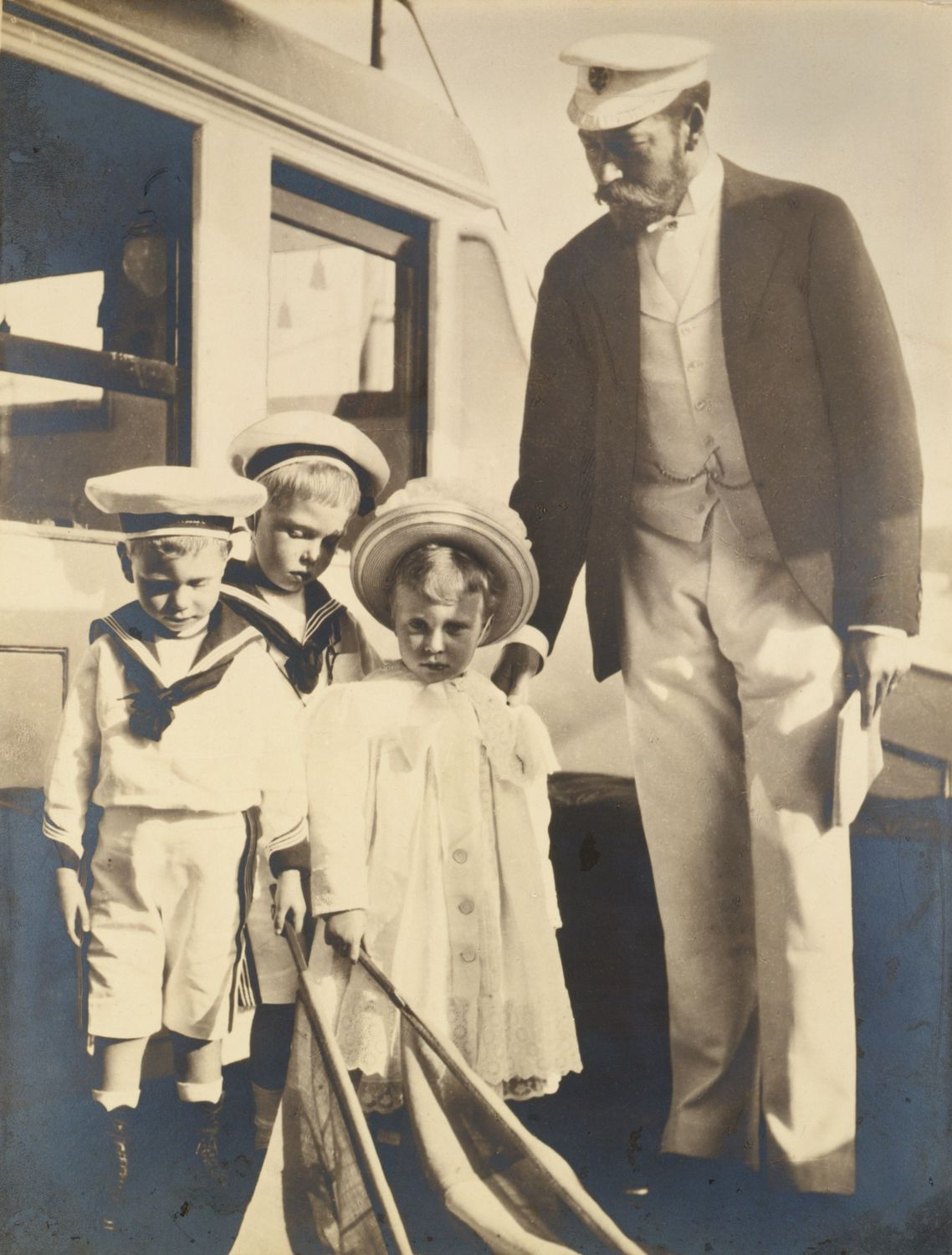
ادوارد (دوم از چپ) به همراه پدر و خواهر و برادر کوچکترش (آلبرت و مری). عکس توسط مادربزرگش الکساندرا در ۱۸۹۹ گرفته شده‌است.

ادوارد در زمان سلطنت مادربزرگ بزرگ خود ملکه ویکتوریا در ۲۳ ژوئن ۱۸۹۴ در White Lodge، پارک ریچموند، در حومه لندن به دنیا آمد. وی پسر بزرگ دوک و دوشس یورک (بعداً شاه جورج پنجم و ملکه ماری) بود. پدر وی پسر شاهزاده و پرنسس ولز (بعداً شاه ادوارد هفتم و ملکه الکساندرا) بود. مادر وی دختر بزرگ شاهزاده خانم مری آدلاید از کمبریج و فرانسیس، دوک تک بود. در زمان تولد، او در ردیف جانشینی تاج و تخت، نفر سوم، پس از پدربزرگ و پدرش بود.
وی در تاریخ ۱۶ ژوئیه ۱۸۹۴ توسط ادوارد وایت بنسون، اسقف اعظم کانتربری در اتاق نشیمن سبز لژ سفید با نام ادوارد آلبرت مسیحی جورج اندرو پاتریک دیوید غسل تعمید یافت. در خانواده‌اش به نام «ادی» یا ادوارد و پدربزرگ پدرش کریستیان نهم پادشاه دانمارک شناخته شده‌است. نام آلبرت به دستور ملکه ویکتوریا برای شوهر فقیدش آلبرت، پرنس کنسورت درج شد و چهار نام آخر - جورج، اندرو، پاتریک و دیوید - از حامیان مقدس انگلیس، اسکاتلند، ایرلند و ولز بودند. او همیشه در خانواده و دوستان نزدیکش با نام خانوادگی خود، دیوید شناخته می‌شد.
همان‌طور که در مورد کودکان طبقه بالا در آن زمان معمول بود، ادوارد و خواهر و برادر کوچکترش به جای اینکه مستقیماً توسط والدینشان تربیت شوند، توسط پرستار بچه‌ها پرورش می‌یافتند. یکی از پرستارهای اولیه ادوارد قبل از اینکه به پدر و مادرش معرفی شود، اغلب با نیشگون گرفتن با او بدرفتاری می‌کرد. گریه و زاری بعدی او باعث می‌شود که دوک و دوشس او و پرستار بچه را از آنجا دور کند. پرستار بچه پس از بدرفتاری با بچه‌ها مرخص شد و شارلوت بیل جایگزین او شد.
پدر ادوارد، گرچه یک نظم دهنده خشن بود، به‌طور نمایشی مهربان بود، و مادرش با فرزندانش یک طرف خوشحال نشان می‌داد که چهره عمومی سخت گیرانه او را نادیده می‌گرفت. او توسط بچه‌هایی که به عنوان شوخ‌طبعی قدم‌های نان تست برای استاد فرانسوی خود درست می‌کردند، سرگرم شد و آنها را تشویق کرد که به او اعتماد کنند.

## تحصیلات
در ابتدا، هلن بریکا در خانه به ادوارد درس می‌داد. هنگامی که والدین وی پس از مرگ ملکه ویکتوریا در سال ۱۹۰۱ برای مدت نه ماه به امپراتوری انگلیس سفر کردند، ادوارد جوان و خواهر و برادرش در کنار پدربزرگ و مادربزرگ خود، ملکه الکساندرا و پادشاه ادوارد هفتم، در انگلیس اقامت داشتند که نوه‌های خود را با محبت آب می‌کردند. پس از بازگشت والدینش، ادوارد تحت سرپرستی دو مرد، فردریک فینچ و هنری هانسل قرار گرفت، آنها عملاً ادوارد و برادران و خواهرش را برای سالهای مهد کودک خود تربیت کردند.
ادوارد تا حدود سیزده سالگی تحت تدریس سختگیرانه هانسل نگهداری می‌شد. مربیان خصوصی آلمانی و فرانسوی را به وی آموختند. ادوارد برای ورود به کالج سلطنتی نیروی دریایی، آزبورن، امتحان داد و در آنجا در سال ۱۹۰۷ آغاز شد. هانسل می‌خواست که ادوارد زودتر وارد مدرسه شود، اما پدر شاهزاده مخالف بود. پس از دو سال در کالج آزبورن، که از آن لذت نبرد، ادوارد به کالج سلطنتی دریایی در دارتموث نقل مکان کرد. یک دوره دو ساله و به دنبال آن ورود به نیروی دریایی سلطنتی، برنامه‌ریزی شده بود.
ادوارد در ۶ مه ۱۹۱۰ هنگامی که پدرش درگذشت ادوارد هفتم به عنوان جورج پنجم بر تخت سلطنت نشست، به‌طور خودکار دوک کورن وال و دوک روتسی شد. وی یک ماه بعد در ۲۳ ژوئن ۱۹۱۰، شانزدهمین سالگرد تولد خود، شاهزاده ولز و ارل چستر شد. آماده‌سازی برای آینده او به عنوان پادشاه به‌طور جدی آغاز شد. او قبل از فارغ‌التحصیلی رسمی از دوره دریایی خود کنار گذاشته شد، به مدت سه ماه در کشتی جنگی هندوستان به عنوان میدانی خدمت کرد، سپس بلافاصله وارد کالج مگدالن، آکسفورد شد، که از نظر زندگینامه نویسانش، از نظر فکری آماده نبود. او که یک سوارکار مشتاق بود، یادگرفت که چگونه با باشگاه دانشگاه چوگان بازی کند. وی پس از هشت دوره، بدون هیچ گونه صلاحیت علمی آکسفورد را ترک کرد.

## شاهزاده ولز

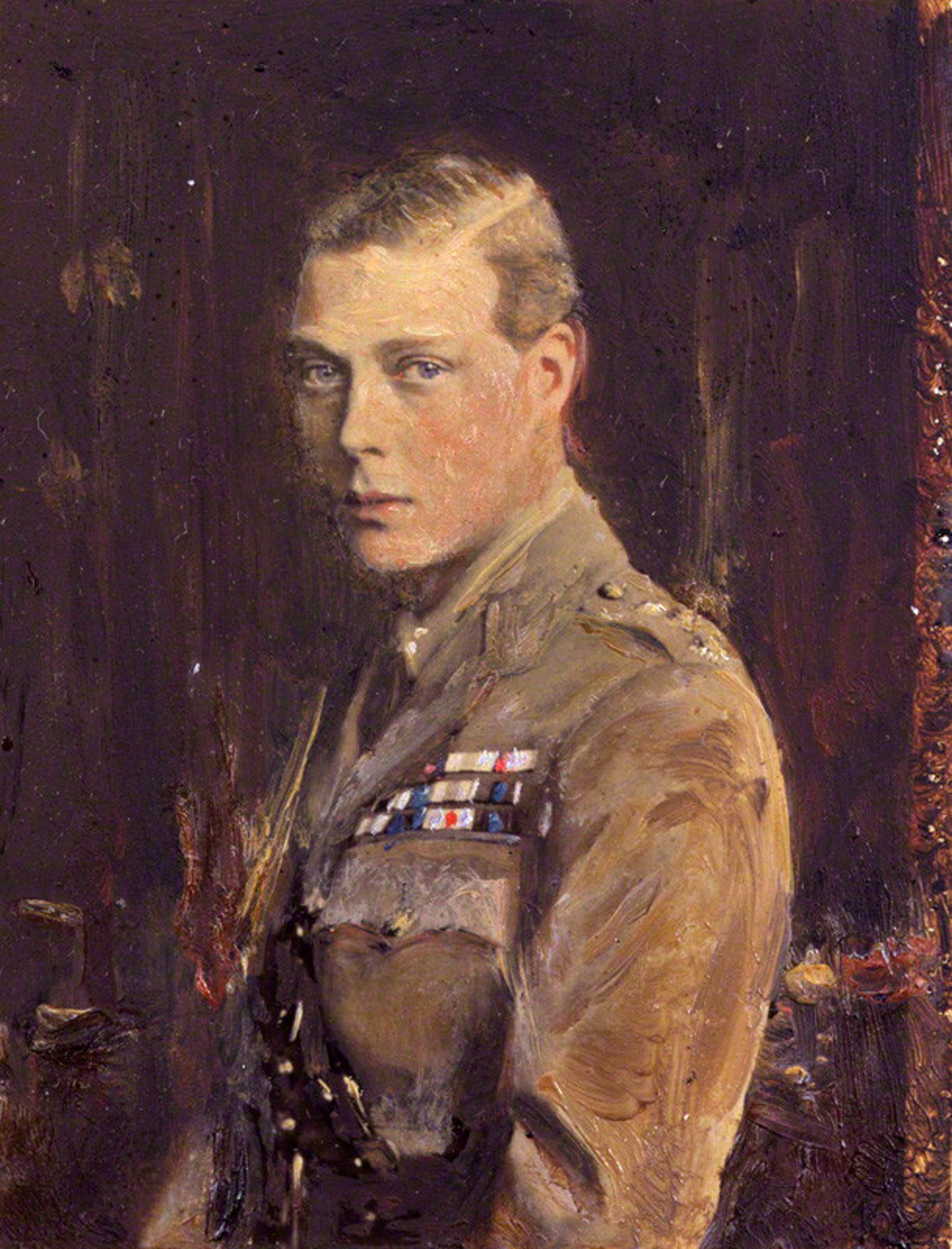
چهره‌نگاره (پرتره) شاهزاده ادوارد در سال 1920

ادوارد رسماً به عنوان شاهزاده ولز در یک مراسم ویژه در قلعه کرناروون در ۱۳ ژوئیه ۱۹۱۱ نام گذاری شد. نام گذاری در ولز، با تحریک سیاستمدار ولزی دیوید لوید جورج، پاسبان قلعه و صدارت خزانه داری در دولت لیبرال انجام شد. لوید جورج مراسمی کاملاً خیال‌انگیز را به سبک یک مسابقه ولزی ابداع کرد و مربی ادوارد شد تا چند کلمه ای به ولزی صحبت کند.
هنگامی که جنگ جهانی اول در سال ۱۹۱۴ آغاز شد، ادوارد به حداقل سن خدمت فعال رسیده بود و مشتاق شرکت بود. وی در ژوئن ۱۹۱۴ به گارد گرنادیر پیوسته بود، و گرچه ادوارد مایل بود در خط مقدم خدمت کند، وزیر امور خارجه جنگ لرد کیچنر با اشاره به آسیب بزرگی که در صورت دستگیری وارث آشکار تاج و تخت رخ خواهد داد، از اجازه آن امتناع ورزید. توسط دشمن. علی‌رغم این، ادوارد از نزدیک شاهد جنگ خندق بود و هرچه بیشتر می‌توانست از خط مقدم بازدید می‌کند، به همین دلیل در سال ۱۹۱۶ به او صلیب نظامی اعطا شد. نقش او در جنگ، هرچند محدود، باعث محبوبیت وی در میان کهنه سربازان درگیری شد. وی اولین پرواز نظامی خود را در سال ۱۹۱۸ انجام داد و بعداً مجوز خلبانی گرفت.
برادر کوچک ادوارد، شاهزاده جان، در سن ۱۳ سالگی در ۱۸ ژانویه ۱۹۱۹ پس از یک حمله صرعی شدید درگذشت. ادوارد، که ۱۱ سال از جان بزرگتر بود و او را به سختی می‌شناخت، مرگ او را "چیزی بیش از یک دردسر تأسف بار" دانست. او به معشوقه خود در آن زمان نوشت: "[او] همه چیز را در مورد آن برادر کوچک و چگونگی بیماری صرع به او گفته بود." به هر حال [جان] در دو سال گذشته عملاً ساکت شده‌است، بنابراین هیچ‌کس تا به حال او را به جز خانواده دیده‌است و فقط سالی یک یا دو بار. این پسر بیچاره بیش از هر چیز به حیوان تبدیل شده‌است. " وی همچنین نامه ای غیر حساس به مادرش نوشت که از آن زمان گم شده‌است. او پاسخی نداد، اما او احساس کرد مجبور است از او عذرخواهی کند، که در آن او اظهار داشت: "من احساس خوک خونسرد و غیر همدلانه خوکی را برای نوشتن تمام آنچه که من کردم احساس می‌کنم … هیچ‌کس بیش از شما نمی‌تواند درک کند که جانی چقدر بیچاره است به معنای من بود که به سختی او را می‌شناختم … من احساس خیلی زیادی برای شما دارم، مادر عزیزم، که مادرش بود. "

## کناره‌گیری از سلطنت

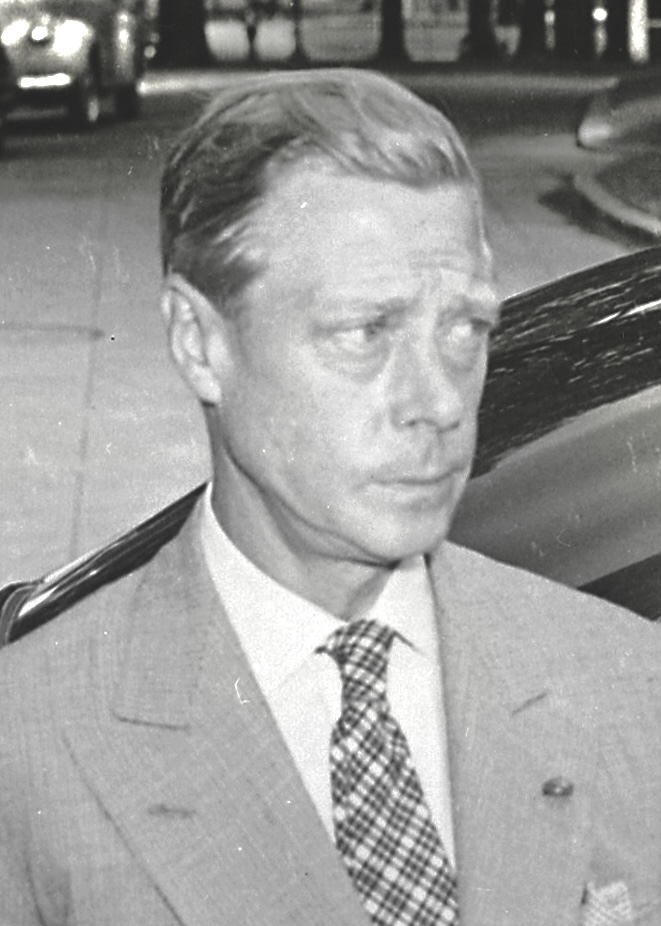
در سال ۱۹۴۵

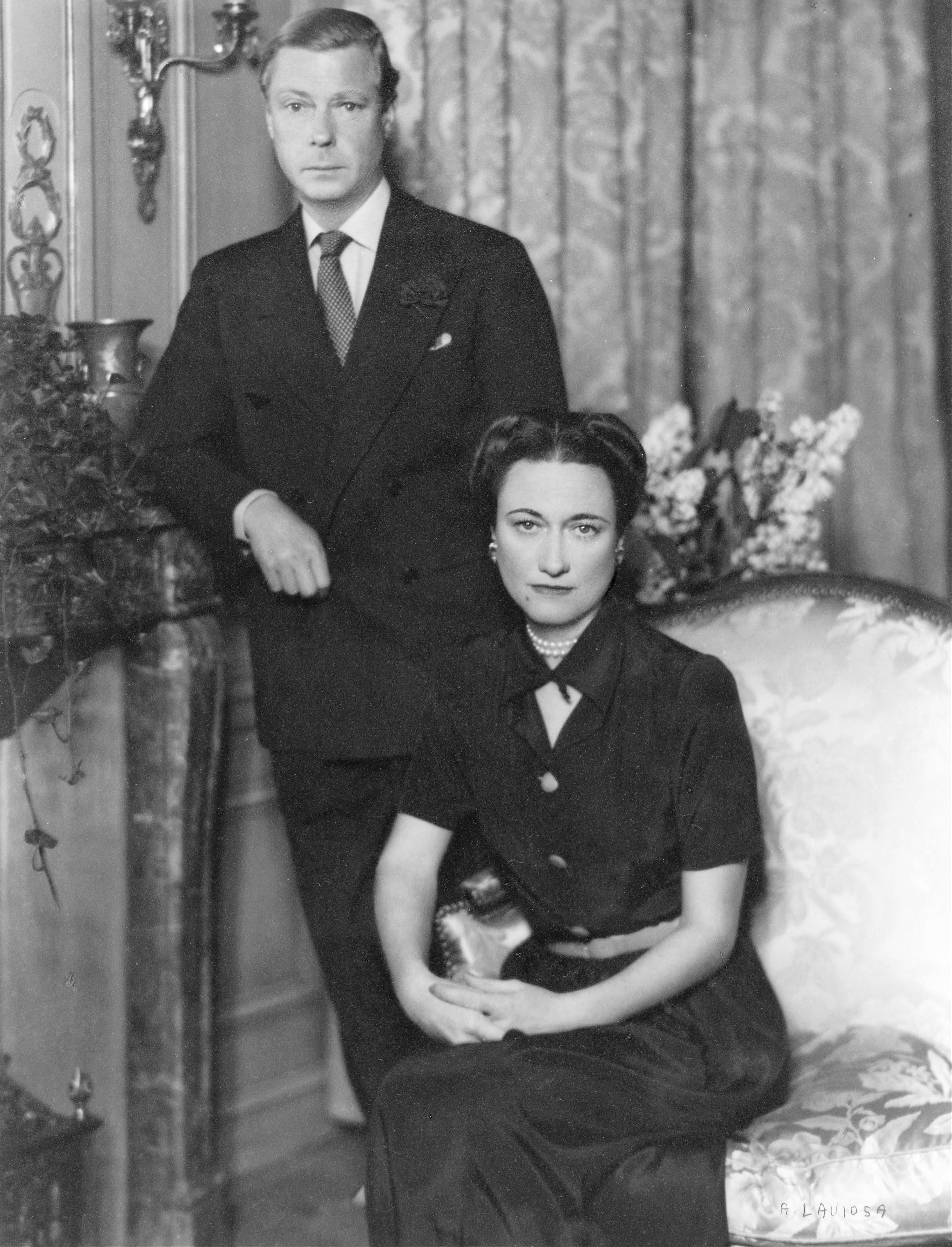
همراه با همسرش

بعد از مرگ پدر در ۱۹۳۶ و پادشاه شدنش خیلی زود ماجرای او و خانم سیمپسون بر سرِ زبان‌ها افتاد. نخست‌وزیر، مخالف این ازدواج بود و اعلام کرد مردم (در آن روزگار) هرگز مطلّقه‌ای با دو شوهر سابق زنده را به‌عنوان ملکه قبول نمی‌کنند. به‌اضافهٔ این‌که چنین ازدواجی باعث شکاف بین دولت و کلیسای انگلستان که خود به‌عنوان پادشاه در رأسش بود می‌شد. ادوارد می‌دانست که اگر ازدواج انجام شود دولت استنلی بالدوین استعفا خواهد کرد؛ که می‌توانست او را در خطر انتخابات عمومی قرار دهد و وجههٔ او را به‌عنوان پادشاه مشروطه نابود کند.
بعد از اینکه تصمیم گرفت ارتباط خود با خانم سیمپسون را قطع نکند، از سلطنت کناره‌گیری کرد و جانشین او برادرش البرت شد که عنوان جرج ششم را برای خود برگزید. ادوارد هرگز تاجگذاری نکرد؛ و با ۳۲۶ روز یکی از کوتاه‌ترین دورانهای سلطنت را بین پادشاهان انگلستان داشت. بعد از کناره‌گیری به او عنوان دوک وینزر اعطا شد.

## مرگ
در ۲۸ مه ۱۹۷۲، ده روز پس از دیدار ملکه و کمتر از یک ماه قبل از تولد ۷۸ سالگی، دوک در خانه خود در پاریس درگذشت. جسد وی در حالی که در ایالت کلیسای سنت جورج، قلعه وینزر دراز کشیده بود به انگلیس بازگشت. مراسم تشییع جنازه در نمازخانه در ۵ ژوئن با حضور ملکه، خانواده سلطنتی و دوشس وینزر برگزار شد که در هنگام بازدید در کاخ باکینگهام اقامت داشتند. وی در آرامگاه سلطنتی، پشت آرامگاه سلطنتی ملکه ویکتوریا و پرنس آلبرت در Frogmore به خاک سپرده شد. تا زمان توافق ۱۹۶۵ با ملکه، دوک و دوشس برای دفن در یک قبرستان که آنها در قبرستان گرین مونت در بالتیمور خریداری کرده بودند، جایی که پدر دوشس مورد آزار و اذیت قرار گرفته بود، برنامه‌ریزی کرده بودند. دوشس که ضعیف بود و به‌طور فزاینده ای از زوال عقل رنج می‌برد، در سال ۱۹۸۶ درگذشت و در کنار همسرش دفن شد.
از نظر مورخان، مانند فیلیپ ویلیامسون که در سال ۲۰۰۷ نوشت، تصور رایج در قرن بیست و یکم مبنی بر اینکه این استعفا بیش از آنکه اخلاق دینی باشد، ناشی از سیاست است، نادرست است و به این دلیل به‌وجود می‌آید که طلاق بسیار رایج تر و از نظر اجتماعی قابل قبول بوده‌است. از نظر حساسیت‌های مدرن، محدودیت‌های مذهبی که مانع از ادامه ادوارد به عنوان پادشاه در حالی که قصد ازدواج با سیمپسون را داشت، «به اشتباه، توضیح کافی برای ارائه استعفا از وی» به نظر می‌رسد.